# Canal gallo-romain d'Autun
Le canal gallo-romain d'Autun est un canal de dérivation qui reliait la Celle à l'Arroux à Augustodunum, l'actuelle Autun, en Saône-et-Loire.

## Vestiges
Le site où le canal est le plus visible, sur quelques centaines de mètres, est situé au lieu-dit Les Moreaux, repérable à une vierge blanche à l'entrée du chemin qui conduit à une propriété privée. Entre ce chemin et l'aérodrome d'Autun, le canal se voit nettement en déblai, à 15 m environ de la route de Château-Chinon 46° 57′ 58″ N, 4° 16′ 34″ E, en face de la zone commerciale.

## Historique
Les hypothèses de son usage pour acheminer du bois du Morvan et alimenter l'amphithéâtre romain d'Autun, aujourd'hui disparu, pour les naumachies sont indémontrées, les archéologues du XIXe siècle ayant proposé à tort l'existence de naumachie dans de nombreux sites des provinces romaines (cf article naumachie).